# 아라카와쿠야쿠쇼마에 정류장
아라카와쿠야쿠쇼마에 정류장(일본어: 荒川区役所前停留場, 아라카와 구청 앞 정류장)은 일본 도쿄도 아라카와구 아라카와 잇초메에 있는 도쿄도 교통국 도덴 아라카와선의 정류장 중 하나이다.

## 역 구조
2면 2선의 상대식 승강장으로 이루어진 지상역이다.

#### 승강장
| 서측(西側) | 도덴 아라카와선 | 마치야 역앞・아라카와 유원지 앞・와세다 방면 |
| 동측(東側) | 도덴 아라카와선 | 미노와바시 방면                              |

## 인근 역세권
- 아라카와 구청
- 선펄 아라카와(サンパール荒川, 아라카와 구민회관)
- 아라카와 우체국
- 아라카와 경찰서
- 아라카와 소방서
- 구립 제3 카이타 소학교
- 돈 보스코 보육원
- 미카와시마 교회
- 구립 제1중학교
- 아라카와 공원

## 역사
1913년 4월 1일 개업하였다. 개업 당시에는 센쥬칸도(千住間道, せんじゅかんどう) 정류장이라는 이름이었다. 미카와시마 니쵸메(三河島二丁目) 정류장으로 개칭하였고, 이후에 현재 명칭으로 개칭하였다.

## 인접역
| 도쿄도 교통국 노면전차 아라카와선 | 도쿄도 교통국 노면전차 아라카와선 | 도쿄도 교통국 노면전차 아라카와선 |
| --------------------------------- | --------------------------------- | --------------------------------- |
| 아라카와잇추마에 미노와바시 방면  | 아라카와선                        | 아라카와니초메 와세다 방면        |